# The Bravery
The Bravery é uma banda norte-americana de rock alternativo. Formada no ano de 2003, é composta por Sam Endicott (vocais, guitarra), John Conway (teclado), Anthony Burulcich (bateria), Michael Zakarin (guitarra) e Mike Hindert (baixo).
O seu álbum de estréia chegou ao Top 20 nos Estados Unidos e ao Top 5 no Reino Unido. [carece de fontes?]

## Membros
- Sam Endicott (vocais, guitarra)
- Michael Zakarin (guitarra)
- Mike Hindert (baixo)
- Anthony Burulcich (bateria)
- John Conway (teclado)

## Discografia

### Álbuns de estúdio
- The Bravery (2005)
- The Sun and the Moon (2007)
- Stir the Blood (2009)

### Singles
- "An Honest Mistake" (2005)
- "Fearless" (2005)
- "Unconditional" (2005)
- "Time Won't Let Me Go" (2007)
- "Above and Below" (2007)
- "Believe" (2007)
- "This Is Not The End" (2008)
- "Slow Poison" (2009)
- "I am Your Skin" (2009)
- "Ours" (2010)